# Indolestes assamicus
Indolestes assamicus – gatunek ważki z rodziny pałątkowatych (Lestidae).